# То Лам
То Лам (виј. Tô Lâm; Ван Гијанг, 10. јул 1957) је вијетнамски политичар и бивши полицајац који је обавља функцију генералног секретара Комунистичке партије Вијетнама (КПВ) од августа 2024. и 13. председника Вијетнама од маја 2024. до октобра 2024. У својству генералног секретара, он је најмоћнија особа у вијетнамском политичком систему. Као каријерни официр у Народним снагама јавне безбедности више од 40 година, Лам је претходно обављао функцију министра јавне безбедности од 2016. до избора за председника 2024. године.
Рођен у провинцији Хинг Јен, То Лам је постао члан КПВ-а 22. августа 1981. године. Дипломирао је на Централној полицијској школи и Вијетнамској академији за народну безбедност, а цела његова каријера је била у полицијским снагама. Има чин генерала са четири звездице у Вијетнамским народним снагама јавне безбедности. Раније је обављао функцију шефа Управног одбора Централне висоравни, заменика министра јавне безбедности и генералног директора Првог генералног одељења за безбедност МПС-а. Члан је Централног комитета КПВ од 2011. године, а члан Политбироа КПВ од 2016. године.
Лам је играо улогу у кампањи против корупције покојног генералног секретара Нгујен Фу Чонга, која је умешала бројне високе званичнике у степену без преседана у вијетнамској политичкој историји. Након Чонгове смрти у јулу 2024. године, Лам тренутно предводи Централни управни одбор за борбу против корупције и Централну војну комисију. За Лама се тврди да је водио кампању против дисидената, сузбијао организације цивилног друштва, пооштрио цензуру интернета и био умешан у разне контроверзе.
Дана 18. маја 2024. године, Централни комитет КПВ-а номиновао га је за 13. председника Вијетнама, наследивши Во Ван Туонга, који је поднео оставку у марту 2024. године због кампање против корупције. Народна скупштина је разрешила То Лама са министарске позиције пре председничких избора, а његов штићеник Луонг Там Кванг именован је за министра јавне безбедности у јуну 2024. године. Дана 3. августа 2024. године, након смрти Нгујен Фу Чонга, То Лам је изабран за генералног секретара КПВ-а и секретара Централне војне комисије од стране 13. Централног комитета, чиме је постао тренутни врховни вођа Вијетнама.

## Младост и образовање
То Лам је рођен 10. јула 1957. године у селу Суан Кау, општина Нгиа Тро, округ Ван Ђанг, провинција Хинг Јен, Вијетнам. Он је најстарији син Хероја Народних оружаних снага, пуковника То Кујена, бившег директора полиције провинције Хај Хунг.
То Лам је рођен и одрастао у породици револуционарних активиста, учио је о историји и ситуацији у земљи од малих ногу. Његов отац је био добитник медаље и титуле Хероја Народних оружаних снага. То Кујен је учествовао у револуцији, отишао је на југ да служи Централном бироу у годинама 1966-1975. до уједињења земље и оженио се. Његово име је постало надимак његовог оца, звани Ту То Лам, Ујак Ту То Лам.
Пратећи очеве стопе, То Лам је студирао безбедност. У октобру 1974. године био је студент шесте генерације Централне школе јавне безбедности, касније преименоване у Универзитет народне безбедности, сада Академија народне безбедности. Након тога, студирао је и истраживао област права, стекавши докторат из правних наука. Дана 22. октобра 2015. године додељена му је академска титула професора безбедносних наука.
Лам је примљен у Комунистичку партију Вијетнама 22. августа 1981. године, а званични члан партије постао је 22. августа 1982. године. Током својих партијских и државних активности, студирао је на Националној академији за политику Хо Ши Мина, где је стекао напредну диплому из политичке теорије.

## Рана каријера
То Ламова каријера у јавној безбедности почела је школовањем у Централној полицијској школи 1974. године, након чега је уследило студирање на Вијетнамској народној академији за безбедност (VPSA) од октобра 1974. до октобра 1979. године. Након што је дипломирао безбедност, придружио се Вијетнамској народној јавној безбедности. Од октобра 1979. до децембра 1988. године служио је у Одељењу за политичку заштиту I у оквиру Министарства јавне безбедности. У децембру 1988. године унапређен је у заменика начелника Одељења за политичку заштиту I, коју позицију је обављао до 1993. године.
Од 1993. до 2006. године, То Ламова каријера је напредовала, постајући заменик директора, а касније и директор разних одељења у оквиру Министарства јавне безбедности, укључујући Одељење за политичку заштиту I и III. Године 2006. именован је за заменика директора Одељења за општу безбедност, а до 2007. године је достигао чин генерал-мајора. Његово лидерство се наставило када је постао директор Одељења за општу безбедност I 2009. године, а у јулу 2010. године је унапређен у генерал-потпуковника.
То Ламов утицај је порастао када је именован за заменика министра јавне безбедности у августу 2010. године и постао члан Централног комитета партије током 11. Националног конгреса Комунистичке партије Вијетнама у јануару 2011. године. Његова улога у међународним односима је истакнута 2011. године када је примио америчког амбасадора Теда Осијуса у Ханоју како би разговарали о јачању партнерства између две нације. Према Гласу Америке, амерички амбасадор је о њему прокоментарисао:
Лам је такође тежак карактер, али интелигентан и заинтересован за јачање сарадње са Сједињеним Државама у низу области.
У јуну 2011. године именован је за секретара Централног полицијског партијског комитета, а до септембра 2014. године председник Чионг Тан Шанг га је унапредио у чин генерал-пуковника. Његова каријера је наставила узлазну путању док је служио као заменик министра јавне безбедности и унапређен је у чин вишег генерал-пуковника почетком 2016. године. У априлу 2016. године председник Чан Дај Куанг га је именовао за потпредседника Централног управног комитета за борбу против корупције, а у јулу исте године именован је за шефа Управног комитета Централне висоравни. Од 2016. до 2024. године обављао је неколико кључних позиција, укључујући позицију министра јавне безбедности и потпредседника Централног управног комитета за борбу против корупције. Његов допринос је додатно признат у јануару 2019. године када га је председник Нгујен Фу Чонг унапредио у чин генерала.

## Успон на власт

### Министар за јавну безбедност
Дана 9. априла 2016. године, на 11. седници, 13. Народна скупштина је одобрила, председник Чан Дај Куанг га је именовао на функцију министра јавне безбедности. Дана 13. априла 2016. године, Политбиро је одлучио да постави То Лама на функцију секретара Централног комитета јавне безбедности странке. Дана 28. јула 2016. године, на првој седници 14. Народне скупштине, председник Чан Дај Куанг именовао га је на функцију министра јавне безбедности 14. владе Вијетнама, мандат 2016-2021. У овом новом мандату, он постаје свеобухватни и највиши вођа Вијетнамске народне полиције, која ради под владом коју предводи премијер Нгујен Суан Фук, и одговоран је за обављање државних управљачких функција безбедности, реда и социјалне заштите; контраобавештајне послове; истрагу спречавања криминала; спречавање пожара и спасавање; Извршење кривичних пресуда, извршење казни осим затвора, притвора или привременог задржавања; правну заштиту и подршку; државно управљање јавним службама у секторима и областима у оквиру државне управе Министарства.
Дана 27. априла 2016. године, То Лам је именован од стране Политбироа да истовремено обавља функцију заменика шефа Централног управног одбора за борбу против корупције Комунистичке партије Вијетнама и учествује у помагању и подршци шефу одбора, генералном секретару Нгујен Фу Чонгу, у раду против корупције. Дана 30. јула 2016. године, Политбиро га је именовао за шефа Управног одбора Централне висоравни Комунистичке партије Вијетнама. Дана 11. октобра 2017. године, на 6. Централној конференцији 12. мандата, 11. Централни комитет Комунистичке партије Вијетнама сложио се да оконча активности Управних одбора Северозапада, Централне висоравни и Југозапада; разрешен је ове позиције.
29. јануара 2019. године, То Лам је унапређен од стране генералног секретара и председника Нгујен Фу Чонга из чина вишег генерала у чин полицијског генерала, заједно са генералом војске Луонг Куонгом, директором Одељења за општу политику Вијетнамске народне армије. 30. јануара 2021. године, на централним изборима, изабран је за званичног члана 13. Централног комитета Комунистичке партије Вијетнама. Дан касније, на првој седници 13. Централног комитета партије, изабран је за члана 13. Политбироа Комунистичке партије Вијетнама.
31. јануара 2021. године, То Лам је поново изабран у Централни комитет Комунистичке партије Вијетнама, а поново га је Централни комитет изабрао у Политбиро Комунистичке партије Вијетнама. Дана 28. јула 2021. године, на првој седници 15. Народне скупштине, председник га је одобрио и именовао за функцију министра јавне безбедности Владе. Влада Вијетнама, мандат XV, мандат 2021-2026.
Дана 25. августа 2021. године, премијер Фам Мин Чин потписао је Одлуку бр. 1438/QD-TTg, којом је Лам постављен за члана Националног управног одбора за превенцију и контролу епидемије КОВИД-19, шефа Пододбора за друштвени ред и безбедност.

#### Контроверза о златном бифтеку
Почетком новембра 2021. године, објављен је видео на ТикТок налогу познатог кувара Нусрета Гокчеа, познатог и као „Солт Бе“. Снимак, који је касније уклоњен, приказује То Лама како руча у скупом ресторану Солт Беа у Лондону, наводно током његовог путовања на Конференцију Уједињених нација о климатским променама 2021. године. У видеу се види кувар Гокче како храни То Лама комадом говедине пресвучене златом.
Није јасно ко је платио оброк, али према међународним новинама, догађај је изазвао негодовање многих вијетнамских корисника интернета. Сматрали су га раскошним оброком, а цена јела од говедине пресвучене златом премазивала је месечну плату министра, посебно зато што је Вијетнам тешко патио од пандемије КОВИД-19, а милиони људи су се суочавали са потешкоћама. Вест о комунистичком званичнику који је ручао у луксузном ресторану објавили су разни медији у неколико земаља, а неки извори су истакли контраст између овог и његовог претходног чина полагања цвећа на гроб Карла Маркса.
Упркос томе што је привукла значајну пажњу међународних медија, вијетнамска штампа је остала нема по том питању. На друштвеним мрежама, хаштаг „#saltbae“ је био блокиран широм света неколико дана и поново је био доступан тек 9. новембра. Фејсбук није навео разлог за блокирање и није појаснио да ли је вијетнамска влада захтевала уклањање видео садржаја. Поред тога, 16. новембра 2021. године, Буи Туан Лам (39), продавац резанаца у Да Нангу, наводно је био мета полиције након што је објавио видео на својој Фејсбук страници у којем је имитирао Гокчеов гест. Дана 7. септембра 2022. године, Буи Туан Лама је ухапсило више полицајаца у цивилу на његовом штанду са резанцима. Након суђења које је трајало само један дан, Лам је осуђен на пет и по година затвора и четири године условне казне након пуштања на слободу.

## Вођство

### Председништво (Мај–октобар 2024)
Дана 21. марта 2024. године, Вон Ван Туонг је поднео оставку на председничку функцију након што су његови бивши подређени затворени због корупције у случају злоупотребе положаја групе Фук Сон. Након тога, потпредседница Вон Чи Ан Сјуан је привремено обављала функцију вршиоца дужности председника, улогу коју је претходно обављала скоро два месеца почетком 2023. године.
На 9. конференцији Централног комитета 18. маја 2024. године, То Лам је номинован за следећег председника Вијетнама, а Народна скупштина га је потврдила на отварању своје 7. седнице. Задржао је своју тренутну функцију министра јавне безбедности уз председничку функцију док Централни комитет не номинује наследника.
Дана 22. маја 2024. године, Народна скупштина је изабрала Лама за председника. Обављао је функцију председника док га није заменио Лонг Чуонг 21. октобра.

### Генерални секретар КПВ-а (2024–тренутно)
Дана 18. јула 2024. године, Лам је именован за вршиоца дужности генералног секретара Комунистичке партије Вијетнама, најмоћније позиције у Вијетнаму, након што се Нгујен Фу Чонг разболео. Након његове смрти следећег дана, То Лам је званично изабран за генералног секретара странке 3. августа.

### Спољни послови

#### 2024
Дана 19. јуна 2024. године, руски председник Владимир Путин посетио је Вијетнам и састао се са То Ламом. Путин је захвалио Вијетнаму на његовом „уравнотеженом ставу“ о руској инвазији на Украјину.
Дана 18. августа 2024. године, То Лам је стигао у тродневну посету Кини, своју прву посету иностранству откако је постао председник и генерални секретар. Током своје тродневне посете, прво је стигао у Гуангџоу пре него што се упутио у Пекинг. Након доласка у Пекинг следећег дана, састао се са генералним секретаром КПК Си Ђинпингом, а два комунистичка лидера су разговарала и потписала документе о сарадњи. Након тога, Си је честитао Ламу на избору за генералног секретара и председника.
Лам је започео дводневну државну посету Ирској 2. октобра 2024. године састанком са председником Мајклом Д. Хигинсом и његовом супругом Сабином у председничкој резиденцији Áras an Uachtaráin. Два лидера су водила опсежне разговоре током ове прве државне посете Ирској једног вијетнамског председника, узвраћајући Хигинсову инаугурациону посету ирског председника Вијетнаму 2016. године. Лам се вратио у Арас на државну вечеру увече заједно са члановима ирско-вијетнамске заједнице.

## Почасти

### Национални ордени
- Војни орден за експлоатацију (1. класа), три пута[51]
- Војни орден за експлоатацију (3. класа)[51]
- Орден подвига (1. класа), два пута[51]
- Орден подвига(2. класа)[51]
- Орден подвига (3. класа)[51]
- Victory Banner Medal[51]
- Медаља отаџбинске заштите[52]
- Медаља славног борца (1. класа)[52]
- Медаља славног борца (2. класа)[52]
- Медаља славног борца (3. класа)[52]
- Медаља националне сигурности[51]

### Спољни ордени
- Камбоџа:
  -  Командер ројалног ордена Сахаметреја[51]
- Куба:
  -  Орден Хосе Марти (2024)[53]
  -  Орден 6. јуна (1. класа)[51]
- Лаос:
  -  Медаља слободе (1. и 2. класа)[51]
  -  Медаља рада (1. и 2. класа)[51]
  -  Медаља пријатељства[51]
  -  Медаља хероја[51]
- Русија:
  -  Орден пријатељства (2021)[54]